# 1351

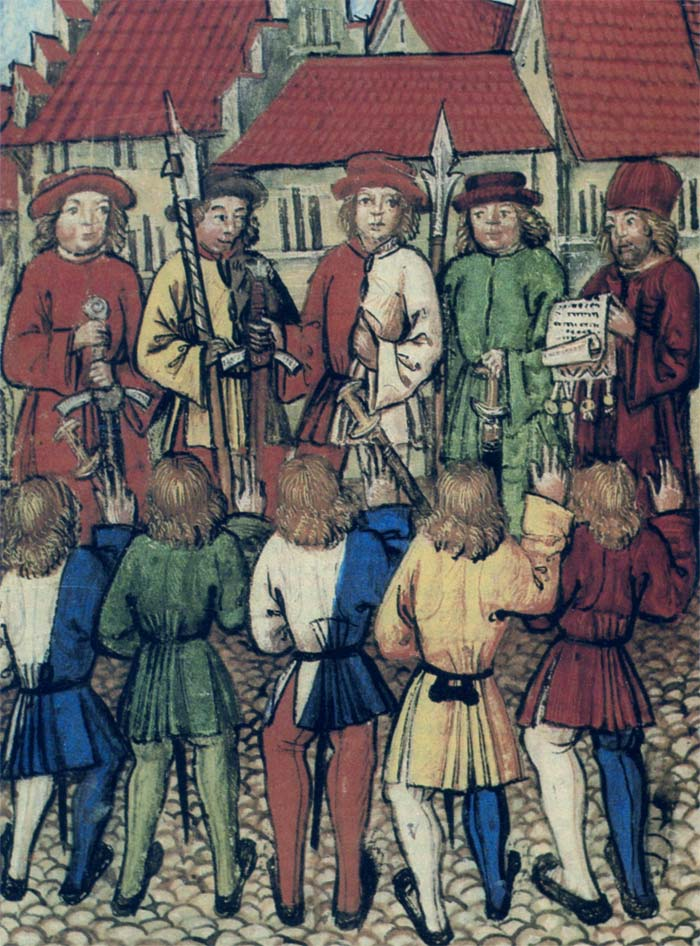
Inwoners van Zürich zweren trouw aan het Eedgenootschap

Het jaar 1351 is het 51e jaar in de 14e eeuw volgens de christelijke jaartelling.

## Gebeurtenissen
maart
- 26 - Strijd van de Dertig: Ridderslag in de Bretonse Successie-oorlog.

april
- maart-april - Beleg van Medemblik: Willem V van Holland neemt de Hoeks-gezinde stad Medemblik in.

mei
- 1 - Zürich treedt toe tot het Zwitsers Eedgenootschap.
- mei - Einde van het Vijfde Concilie van Constantinopel. De leer van Gregorius Palamas wordt geaccepteerd als dogma voor de Oosters-orthodoxe kerken en zijn tegenstanders veroordeeld.

juni
- 10 - Slag bij Veere: Margaretha II van Henegouwen en haar aanhangers (de Hoeken) verslaan haar zoon Willem V van Holland en zijn aanhangers (de Kabeljauwen) in een kleine zeeslag.

juli
- 3-5 juli - slag bij Zwartewaal: Aanhangers van Willem V verslaan aanhangers van Margaretha II in een zeeslag. Korte tijd later stelt Engeland zich aan de kant van Willem.

september
- 22 - Schiedam loopt over naar de Kabeljauwen en sluit met een aantal andere Hollandse steden een verbond tegen de Hoeken.

november
- 6 - Jan II van Frankrijk stelt de Orde van de Ster in.

zonder datum
- U Thong (Ramathibodi) sticht de stad Ayutthaya en het koninkrijk Ayutthaya.
- De epidemie van de Zwarte Dood in Europa komt tot een eind.
- Het Zuidelijk hof in Japan neemt de hoofdstad Kioto in. Suko, de (tegen)keizer van het Noordelijke hof, wordt afgezet.
- Aragon en Venetië sluiten een verbond tegen Genua.
- Willem V verovert en verwoest 17 kastelen van Hoekse edelen, zoals Brederode en Oud Haerlem.
- In de Treason Act wordt het misdrijf hoogverraad in Engeland gedefinieerd.
- De eerste steiger van de Oude Haven van Rotterdam wordt aangelegd. (jaartal bij benadering)

## Opvolging
- Brandenburg - Lodewijk V van Beieren opgevolgd door zijn broers Lodewijk VI van Beieren en Otto V van Beieren
- Brunswijk-Grubenhagen (medehertog met Willem II) - Hendrik II opgevolgd door zijn zoon Otto V
- Delhi - Muhammad bin Tughluq opgevolgd door Firuz Shah Tughluq
- Duitse Orde - Hendrik IV Dusemer opgevolgd door Winrich van Kniprode
- Goryeo (Korea) - Chungjeong opgevolgd door Gongmin
- Mamelukken (Egypte) - An-Nasir Hasan opgevolgd door As-Salih Salih
- Nassau-Siegen: Otto II opgevolgd door zijn zoon Johan I in december 1350 of januari 1351

## Afbeeldingen

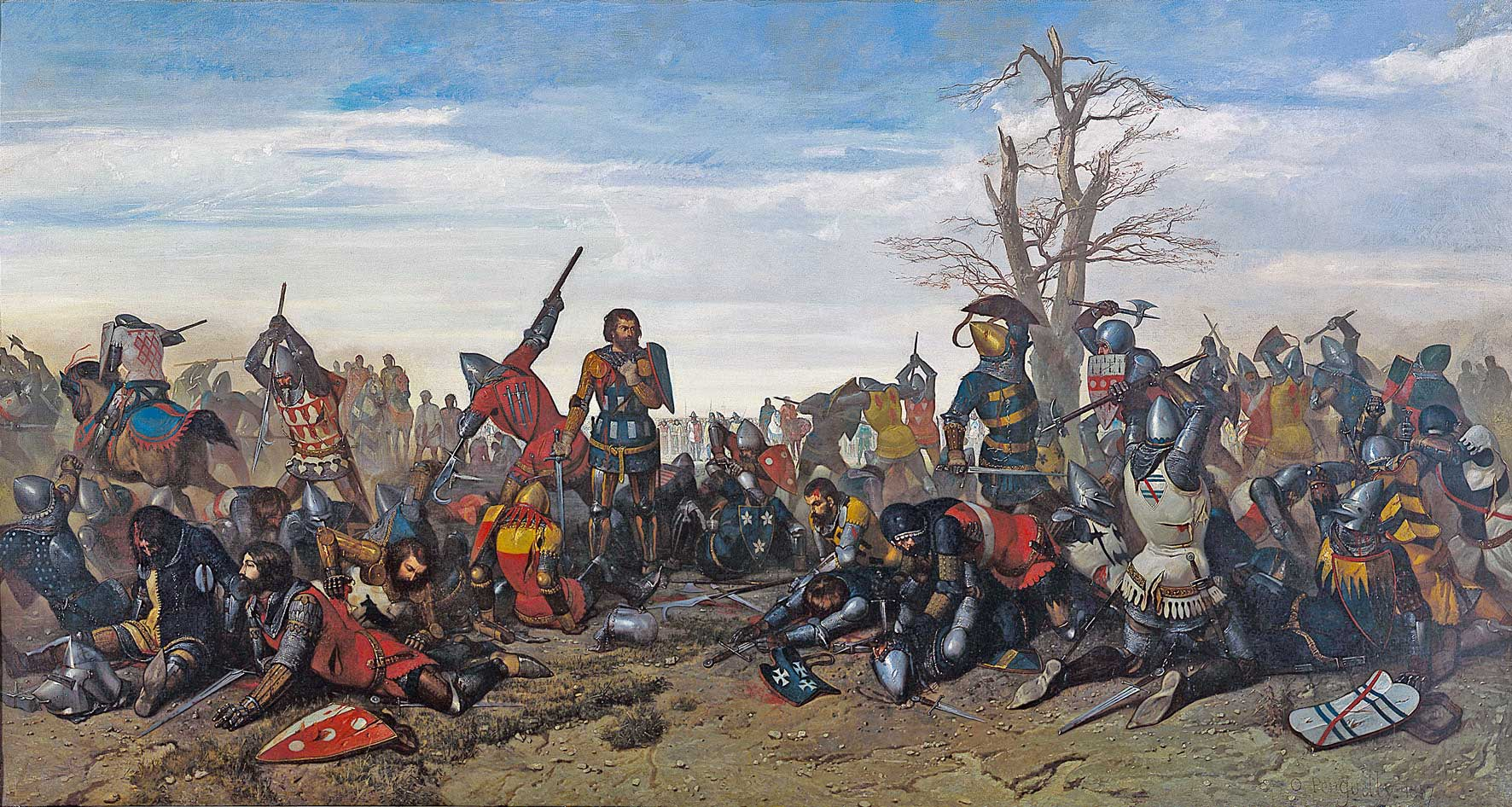
Strijd van de Dertig
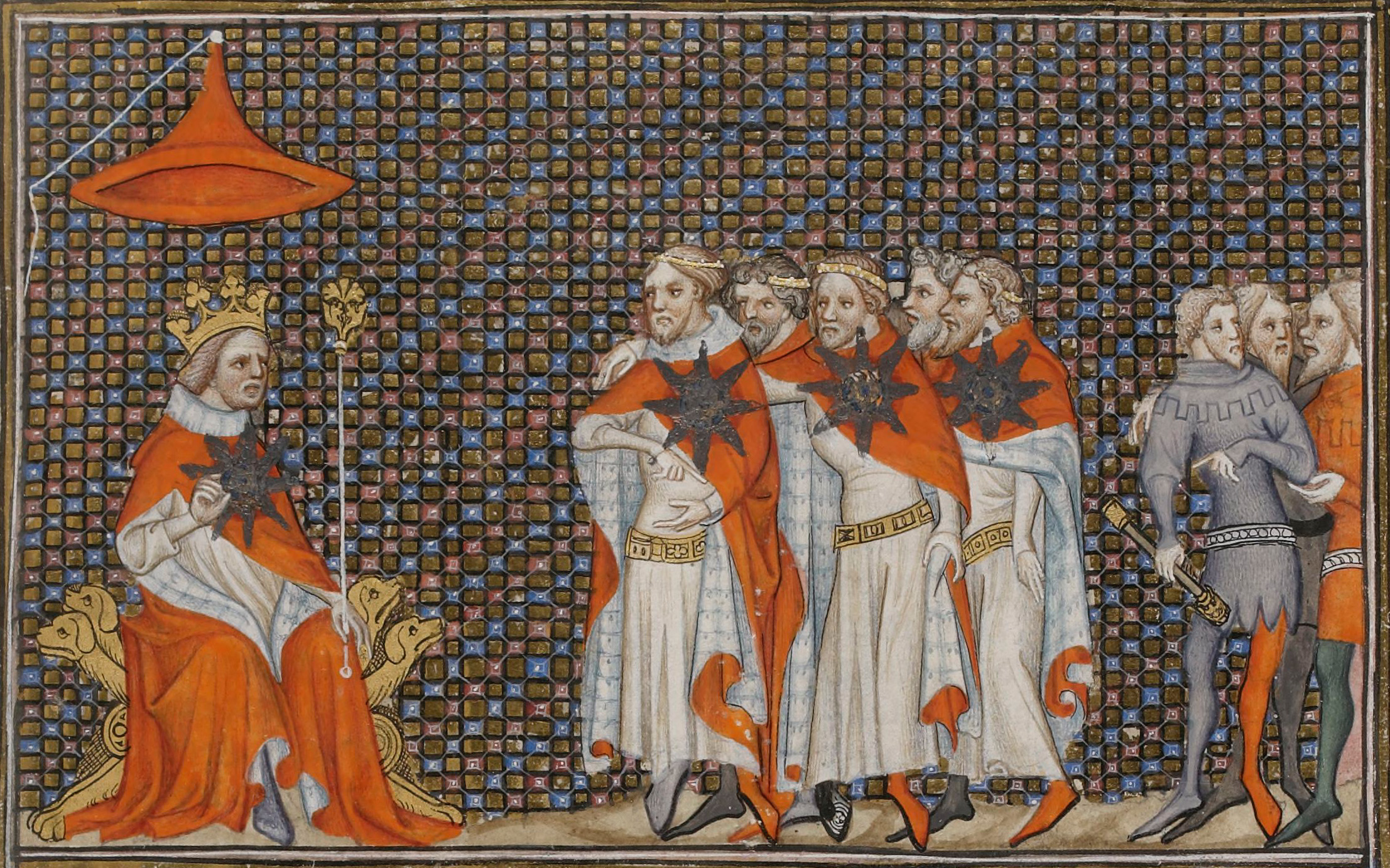
Jan II met Ridders in de Orde van de Ster

## Geboren
- 1 november - Leopold III, hertog van Oostenrijk
- Hedwig van Legnica, Pools prinses (jaartal bij benadering)
- Hendrik III van Gemen, Gelders edelman
- Jobst, markgraaf van Moravië (1375-1411) en koning van Duitsland (1410-1411)
- Taddea Visconti, Milanees edelvrouw
- Pierre d'Ailly, Frans theoloog en kardinaal (jaartal bij benadering)
- Wladislaus II Jagiello, grootvorst van Litouwen (1377-1392) en koning van Polen (1386-1434) (jaartal bij benadering)

## Overleden
- januari (of december 1350) - Otto II van Nassau-Siegen (~45), graaf van Nassau-Siegen
- 19 februari - Koenraad van Piacenza, Italiaans kluizenaar
- 20 maart - Muhammad bin Tughluq (~60), sultan van Delhi (1325-1351)
- 20 augustus - Bolesław III van Płock (~29), Pools edelman
- 15 november - Johanna van Pfirt (~51), Oostenrijks edelvrouw
- 28 november - Johanna van Batenburg, Gelders edelvrouw
- Hendrik II van Brunswijk-Grubenhagen (~62), Duits edelman
- Hendrik IV Dusemer, grootmeester van de Duitse Orde
- Johanna van Pfirt, Duits edelvrouw
- Leonor Núñez de Guzmán (~41), concubine van Alfons XI van Castilië